# Temuera Morrison
Temuera Morrison, född 26 december 1960 i Rotorua, är en nyzeeländsk skådespelare. Han är maorier.

## Filmografi (i urval)
- 1980 – Star Wars: Episod V - Rymdimperiet slår tillbaka (röst till Boba Fett i nyutgåvan 2004)
- 1994 – Krigarens själ
- 1997 – Speed 2: Cruise Control
- 1998 – Sex dagar sju nätter
- 1999 – Krigarens hjärta
- 2002 – Star Wars: Episod II – Klonerna anfaller
- 2004 – Blueberry
- 2005 – Star Wars: Episod III – Mörkrets hämnd
- 2005 – River Queen
- 2008 – Rain of the Children
- 2009 – Couples Retreat
- 2009 – The Marine 2
- 2010 – Tracker
- 2011 – Spartacus: Gods of the Arena
- 2011 – Green Lantern
- 2012 – The Scorpion King 3: Battle for Redemption
- 2013 – Mt. Zion
- 2018 – Aquaman
- 2019 – Dora and the Lost City
- 2020 – The Mandalorian (TV-serie)
- 2021 – The Book of Boba Fett (TV-serie)
- 2023 – Aquaman and the Lost Kingdom
- 2023 – The Flash
- 2024 – Vaiana 2 (röst)
- 2025 – Chief of War (TV-serie)